# 馬來西亞國油管弦樂廳

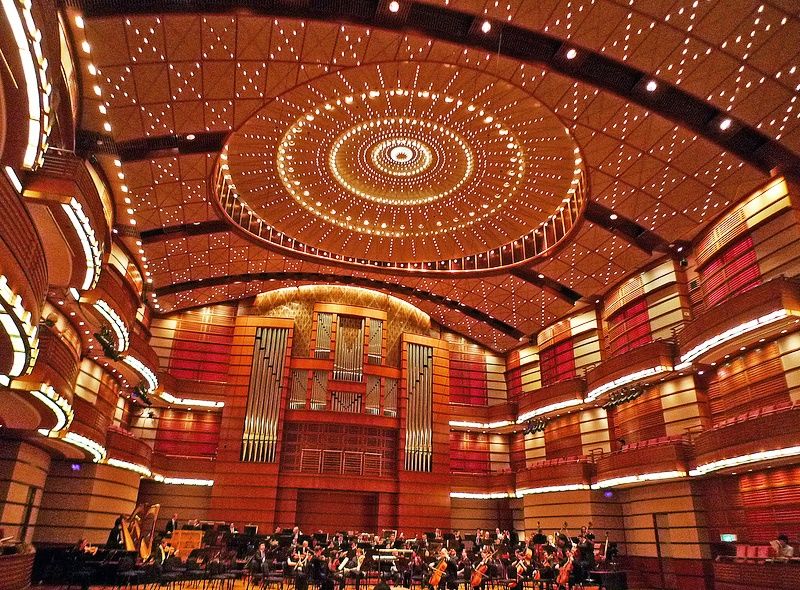
馬來西亞國油管弦樂廳

馬來西亞國油管弦樂廳 是一座為在雙峰塔下的大型音樂廳，也是馬來西亞第一座專為古典音樂所設的演奏廳，於1998年1月1日開始啟用。這裡也是馬來西亞愛樂樂團（Malaysian Philharmonic Orchestra）的主要演奏場地，面積達670,000平方呎，共有885個座位。这座音乐厅于1998年8月17日由马来西亚爱乐乐团赞助人茜蒂哈斯玛和她的丈夫、时任首相马哈迪·莫哈末正式向公众开放。

## 外部連結
- （页面存档备份，存于）